# Чорноморська експедиція Птолемея II
Чорноморська експедиція Птолемея II — бойові дії між силами єгипетського царя Птолемея II та союзними Понту галатами у Пафлагонії (південне узбережжя Чорного моря).

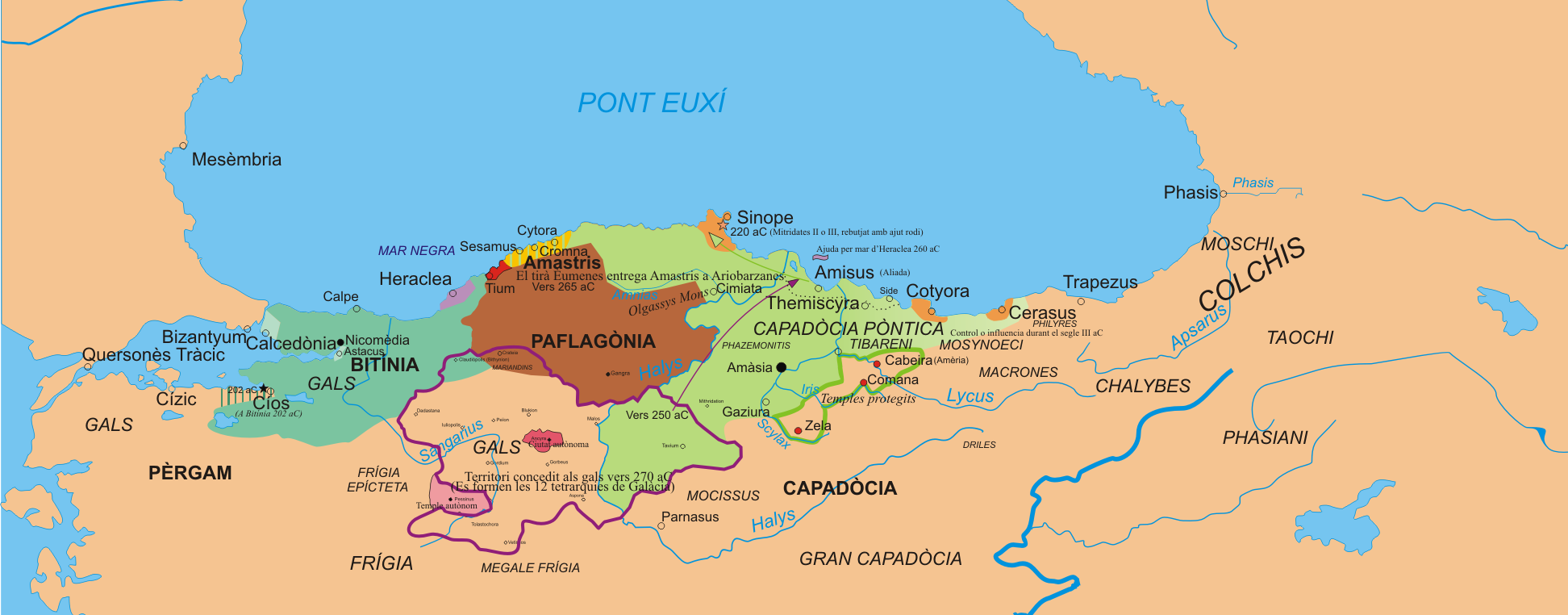
Понт (салатовий колір, підписаний як Понтійська Каппадокія) та Пафлагонія (коричневий колір). Також на карту нанесені згадані у статті міста Сіноп та Амастрида. Південніше від Пафлагонії оконтурена територія галатів

Відомості про зіткнення з силами єгипетського царя у Південному Причорномор'ї містяться у праці константинопольського письменника Стефана Візантійського «Етніка», у главі «Анкара». За оповіддю Стефана, найняті царем Понту Мітрідатом I Ктістом (правив до 266/265 року до н. е.) галати вступили в битву з єгипетським військом біля Кастамону — міста у Пафлагонії (західна частина Понту) приблизно за шість десятків кілометрів від моря. Зіткнення завершилось розгромом єгиптян, яких галати переслідували до самого узбережжя, де навіть захопили частину ворожого флоту. За легендою, котру наводить Стефан, як символ перемоги галати привезли якорі з цих кораблів до своєї нової батьківщини, де заснували місто Анкара, начебто назване так від слова «якір».

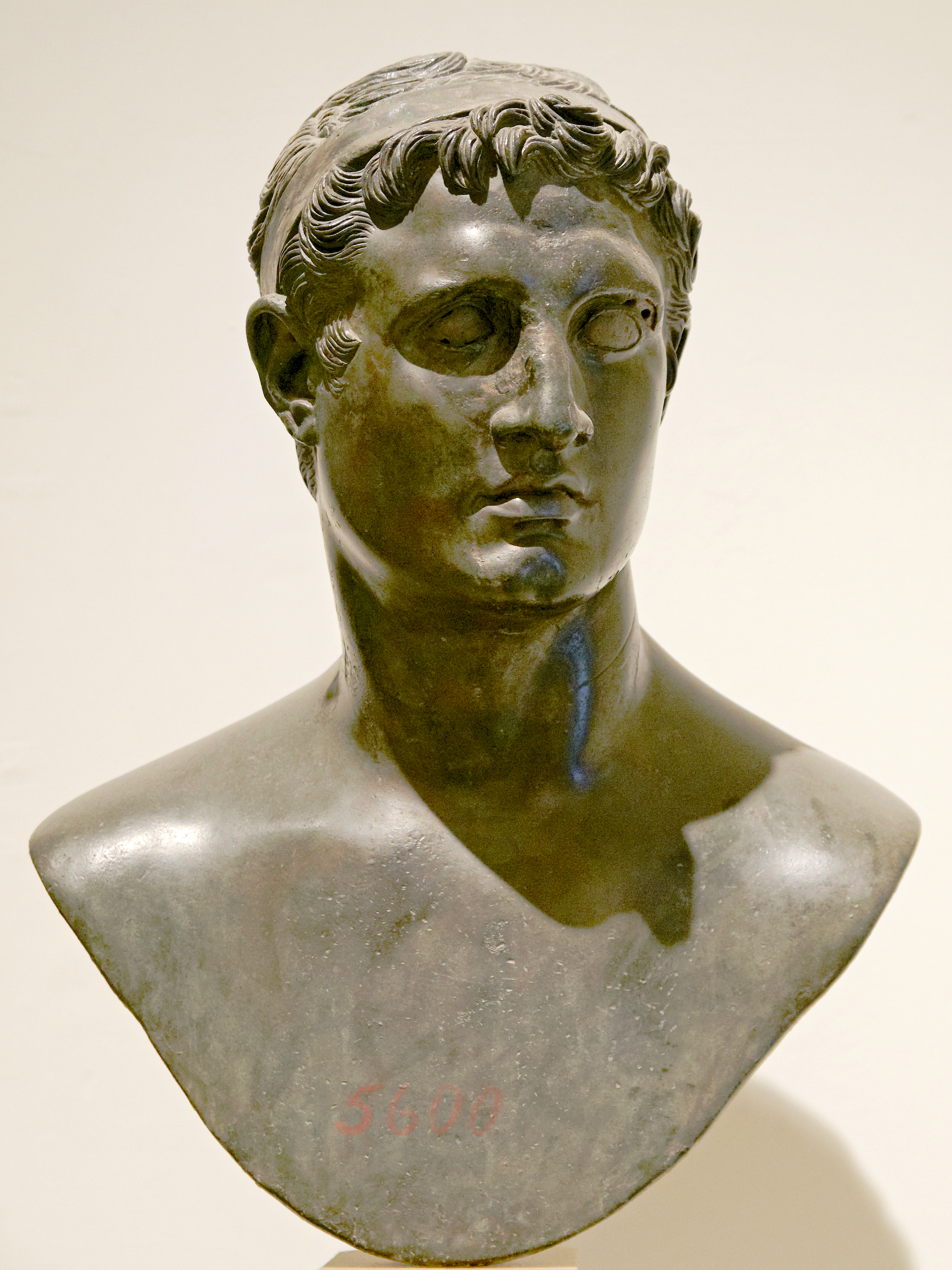
Птолемей II

Точне датування цих подій неможливе, проте, зрозуміло, вони відбулись після появи галатів у Малій Азії. Три племені цих кельтських воїтелів з'явились на півострові орієнтовно у 277 році до н. е. відповідно до угоди з віфінським царем та рядом елліністичних міст (так звана «північна ліна»). Останні доправили їх сюди з метою участі в боротьбі проти сирійського царя Антіоха I, котрий в 276 або 275 році до н. е. все-таки зміг зупинити вторгнення. Проте галати не покинули Малої Азії, а облаштувались на рівнинах східної Фригії, вступаючи з оточуючими володарями в конфлікти або наймаючись до них на службу. Таким чином, зіткнення галатів із військами Птолемея II могло відбутись у другій половині 270-х років до н. е. або ненабагато пізніше.
Невідома також причина експедиції птолемеєвського флоту до Чорного моря. Єгипетські правителі розбудовували свою державу як морську торговельну імперію, для чого поступово заволоділи численними гаванями та опорними пунктами від Фінікії до протоки Геллеспонт (останнє, можливо, сягає 260-х років до н. е.). Оскільки ми не володіємо інформацією ані про дату експедиції, ані про її історичний контекст, наразі припускають, що єгипетський флот прибув сюди на допомогу якомусь із приморських грецьких міст — зокрема, відомо про дружні відносини Птолемея із Сінопом (останній, до речі, тривалий час протистояв спробам понтійських царів захопити порти на своєму узбережжі та пав лише у 183 році до н. е.). Також можна додати, що у другій половині 260-х років до н. е. правитель Амастриди (інше елліністичне місто у південному Причорномор'ї на захід від Синопа, розташоване на такій же відстані від Кастамону, як і останній) Евмен передав її під владу понтійського царя. Зазвичай це пояснюється незацікавленістю династії Атталідів (до якої належав Евмен) в утриманні цього відокремленого від основної території Пергаму володіння, на яке існували потужні претенденти — Понт та Гераклея Понтійська.  
Окрім пафлагонської експедиції, більше нічого про дії птолемеєвських військ у Чорному морі невідомо, а вже у 250-х роках (під час 2-ї Сирійської війни) Селевкідський цар Антіох II організував кампанію проти єгиптян та їх союзників біля Геллеспонту.  